# Grandidierella fasciata
Grandidierella fasciata is een vlokreeftensoort uit de familie van de Aoridae. De wetenschappelijke naam van de soort is voor het eerst geldig gepubliceerd in 1996 door Ariyama.